# Helmut Hamann
Helmut Hamann   (Berlín, 31 d'agost de 1912 - Voivodat de Lublin, 22 de juny de 1941) fou un atleta alemany, especialista en curses de velocitat, que va competir durant la dècada de 1930.
El 1934, al Campionat d'Europa d'atletisme de Torí, guanyà la medalla d'or en els relleus 4x400 metres. Dos anys més tard, als Jocs Olímpics de Berlín, guanyà la medalla de bronze en la cursa dels 4x400 metres relleus del programa d'atletisme. Feia equip amb Friedrich von Stülpnagel, Harry Voigt i Rudolf Harbig.
Va morir a Siedliszcze, mentre lluitava en el Front Oriental de la Segona Guerra Mundial, el 1941.

## Millors marques
- 400 metres. 47.8" (1939)[1][3]